# Socorro Blanco

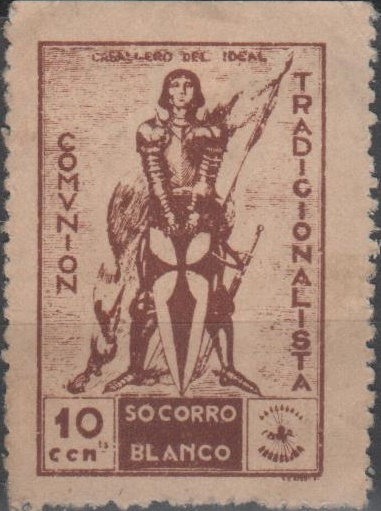
Sello del Socorro Blanco (1935)

El Socorro Blanco fue una organización creada a principios de 1933 por la Sección Femenina de la Comunión Tradicionalista (las llamadas Margaritas). Estuvo dirigida por María Rosa Urraca Pastor y su objetivo era proporcionar apoyo y asistencia a partidarios del tradicionalismo, así como a otros católicos que estuvieran necesitados o perseguidos por causa de sus ideas. Los fondos del Socorro procedían de sellos de cotización y cuestaciones extraordinarias por parte de la militancia del movimiento. El nombre fue escogido en contraposición al Socorro Rojo de los comunistas.
El 4 de marzo de 1933 el periódico El Siglo Futuro, órgano oficioso del tradicionalismo, describía así la razón de ser la organización:

El Socorro Blanco.
Así se llama el Socorro que para auxiliar a las personas necesitadas, víctimas de su propio valor y heroísmo, y que sufren las consecuencias de una persecución cruel y sectaria, a consecuencia de la cual han perdido sus carreras y sus bienes, ha organizado la Sección Femenina Tradicionalista con la cooperación de la Juventud.

Los miembros de la organización realizaron obras de caridad, atendieron comedores sociales, organizaron actos públicos en defensa de sus ideales y ayudaron a presos por la defensa de la causa carlista.
Tras la victoria de los partidos de izquierda en las elecciones de febrero de 1936 y en el contexto de la represión política sufrida por los partidarios del carlismo, los dirigentes de la Comunión Tradicionalista harían llamamientos a sus afiliados para que colaborasen económicamente con el Socorro Blanco, a fin de ayudar a las familias de los tradicionalistas encarcelados o que se encontraban sin trabajo o en circunstancias análogas.
Durante la Guerra Civil Española, el Socorro Blanco actuó de quinta columna en la zona republicana, por lo que sus miembros fueron perseguidos. Según Antonio Ramírez Navarro, «sus integrantes recaudaban dinero para los emboscados y conseguían liberar a presos mediante el soborno de algunos dirigentes republicanos. Contaban con personas de confianza entre los funcionarios de prisiones y difundían los partes de guerra de la zona nacional».